# Сортировка связного списка
Сортировка связного списка.
Подавляющее большинство алгоритмов сортировки требует для своей работы возможности обращения к элементам сортируемого списка по их порядковым номерам (индексам). В связных списках, где элементы хранятся неупорядоченно, обращение к элементу по его номеру — довольно ресурсоёмкая операция, требующая в среднем {\displaystyle {\frac {n}{2}}} сравнений и обращений к памяти. В результате применение типичных алгоритмов сортировки становится крайне неэффективным.
Однако у связных списков есть преимущество: возможность объединить два отсортированных списка в один за время {\displaystyle O(n+m)} без использования дополнительной памяти.

## Объединение двух упорядоченных списков
Пусть у нас есть односвязный список, элементы которого описаны структурой (пример на языке Pascal):
```
  
type

    
PList_Item
 
=
 
^
TList_Item
;

    
TList_Item
 
=
 
record

      
Key
:
 
Integer
;

      
Next
:
 
PList_Item
;

    
end
;

  
var

    
List
:
 
PList_Item
;
 
// Указатель на список

```

Алгоритм достаточно прост: на входе имеются указатели на первые элементы объединяемых списков. Началом результирующего списка из них выбирается элемент с наименьшим ключом. Затем в качестве следующих элементов результирующего списка выбирается последующие элементы из первого или второго исходного списка, с меньшим значением ключа. Когда достигнут последний элемент одного из исходных списков, указатель последнего элемента результирующего списка устанавливается на остаток другого входного списка.
```
  
function
 
IntersectSorted
(
const
 
pList1
,
 
pList2
:
 
PList_Item
)
:
 
PList_Item
;

  
var

    
pCurItem
:
 
PList_Item
;

    
p1
,
 
p2
:
 
PList_Item
;

  
begin

    
p1
 
:=
 
pList1
;

    
p2
 
:=
 
pList2
;

    
if
 
p1
^.
Key
 
<=
 
p2
^.
Key
 
then
 

    
begin

      
pCurItem
 
:=
 
p1
;

      
p1
 
:=
 
p1
^.
Next
;

    
end
 

    
else
 
begin

      
pCurItem
 
:=
 
p2
;

      
p2
 
:=
 
p2
^.
Next
;

    
end
;

    
Result
 
:=
 
pCurItem
;

    
while
 
(
p1
 
<>
 
nil
)
 
and
 
(
p2
 
<>
 
nil
)
 
do

    
begin

      
if
 
p1
^.
Key
 
<=
 
p2
^.
Key
 
then

      
begin

        
pCurItem
^.
Next
 
:=
 
p1
;

        
pCurItem
 
:=
 
p1
;

        
p1
 
:=
 
p1
^.
Next
;

      
end
 

      
else
 
begin

        
pCurItem
^.
Next
 
:=
 
p2
;

        
pCurItem
 
:=
 
p2
;

        
p2
 
:=
 
p2
^.
Next
;

      
end
;

    
end
;

    
if
 
p1
 
<>
 
nil
 
then

      
pCurItem
^.
Next
 
:=
 
p1

    
else

      
pCurItem
^.
Next
 
:=
 
p2
;

  
end
;

```

## Сортировка односвязного списка
Процесс сортировки списка представляет собой последовательный проход по списку с сортировкой сначала пар элементов, затем каждой двойки пар элементов, с объединением в списки из 4х элементов, затем объединяются получившиеся списки из 8, 16 и т. д. элементов.
В предложенной реализации используется стек списков. Необходимый размер стека равен [log2n] + 1, где n — количество элементов списка. Если количество элементов заранее не известно, то можно заранее заложить достаточную глубину стека. Так, например, стек глубиной в 32 элемента может быть использован для сортировки списков длиной до 4294 967 295 элементов. В стеке сохраняются указатели на отсортированные части списка и уровень — число фактически равное log2i + 1, где i — количество элементов в этой части списка.
Суть алгоритма в следующем: идёт последовательный обход списка, при этом каждый элемент преобразуется к вырожденному списку, путём удаления указателя на следующий элемент. Указатель на созданный таким образом список помещается в стек, при этом уровень указывается равным 1, после чего проводится проверка: если два последних элемента стека имеют одно и то же значение уровня, то они извлекаются из стека, производится объединение списков, на которые указывают эти элементы, а результирующий список помещается в стек с уровнем на единицу больше предыдущего. Такое объединение повторяется пока уровни двух последних элементов равны, или пока не будет достигнута вершина стека. После того как исходный список полностью пройден, перечисленные в стеке списки объединяются вне зависимости от их уровня. Получившийся в результате объединения список и есть искомый, с отсортированными элементами
```
type

  
TSortStackItem
 
=
 
record

    
Level
:
 
Integer
;

    
Item
:
 
PList_Item
;

  
end
;

var

  
Stack
:
 
Array
[
0
..
31
]
 
of
 
TSortStackItem
;

  
StackPos
:
 
Integer
;

  
p
:
 
PList_Item
;

begin

  
StackPos
 
:=
 
0
;

  
p
 
:=
 
List
;

  
while
 
p
 
<>
 
nil
 
do

  
begin

    
Stack
[
StackPos
]
.
Level
 
:=
 
1
;

    
Stack
[
StackPos
]
.
Item
 
:=
 
p
;

    
p
 
:=
 
p
^.
Next
;

    
Stack
[
StackPos
]
.
Item
^.
Next
 
:=
 
nil
;

    
Inc
(
StackPos
)
;

    
while
 
(
StackPos
 
>
 
1
)
 
and
 
(
Stack
[
StackPos
 
-
 
1
]
.
Level
 
=
 
Stack
[
StackPos
 
-
 
2
]
.
Level
)
 
do
 

    
begin

      
Stack
[
StackPos
 
-
 
2
]
.
Item
 
:=
 
IntersectSorted
(
Stack
[
StackPos
 
-
 
2
]
.
Item
,
 
Stack
[
StackPos
 
-
 
1
]
.
Item
)
;

      
Inc
(
Stack
[
StackPos
 
-
 
2
]
.
Level
)
;

      
Dec
(
StackPos
)
;

    
end
;

  
end
;

  
while
 
StackPos
 
>
 
1
 
do

  
begin

    
Stack
[
StackPos
 
-
 
2
]
.
Item
 
:=
 
IntersectSorted
(
Stack
[
StackPos
 
-
 
2
]
.
Item
,
 
Stack
[
StackPos
 
-
 
1
]
.
Item
)
;

    
Inc
(
Stack
[
StackPos
 
-
 
2
]
.
Level
)
;

    
Dec
(
StackPos
)
;

  
end
;

  
if
 
StackPos
 
>
 
0
 
then

    
List
 
:=
 
Stack
[
0
]
.
Item
;

end
;

```

## Сложность алгоритма
Очевидно, сложность алгоритма O(n log n), при этом требования к памяти минимальны O(log n)

## Сортировка двусвязного списка
Так как количество операций превосходит количество элементов списка, наиболее оптимальным решением при сортировке двусвязного списка будет отсортировать список как односвязный, используя только указатели на последующие элементы, а после окончания сортировки восстановить указатели на предыдущие элементы. Сложность такой операции всегда O(n).
```
  
type

    
PList_Item
 
=
 
^
TList_Item
;

    
TList_Item
 
=
 
record

      
Key
:
 
Integer
;

      
Prev
,
 
Next
:
 
PList_Item
;
 

    
end
;

  
var

    
// Указатели на первый и последний элемент списка

    
First
,
 
Last
:
 
PList_Item
;

```

```
  
p
 
:=
 
First
;

  
// Проверка, что список не является пустым

  
if
 
p
 
<>
 
nil
 
then

  
begin
  

    
p
^.
Prev
 
:=
 
nil
;

    
while
 
p
^.
Next
 
<>
 
nil
 
do

    
begin

      
p
^.
Next
^.
Prev
 
:=
 
p
;

      
p
 
:=
 
p
^.
Next
;

    
end
;

  
end
;

  
Last
 
:=
 
p
;

```